# Estación de Hilera
Hilera será una estación de la línea 2 del Metro de Málaga situada en el barrio de Polígono Alameda. Se encontraría situada en la intersección entre calle Hilera y calle Santa Elena. En los primeros anteproyectos, en los que la línea discurría en superficie era conocida como Santa Elena. 